# 1948년 팔레스타인 전쟁
1948년 팔레스타인 전쟁은 팔레스타인 위임통치령의 영토에서 벌어진 전쟁이다. 이스라엘에서는 독립 전쟁으로, 아랍권에서는 나크바의 중심부로서 알려져 있다. 이 전쟁 동안 대영 제국은 1917년까지 오스만 제국의 일부였던 의무 팔레스타인에서 철수했다. 전쟁은 유대인들에 의한 이스라엘 국가 수립으로 절정에 달했고, 약 700,000명의 팔레스타인 아랍인들이 이주하고 그들의 도시 지역 대부분이 파괴되는 등 유대인들이 점령한 영토의 완전한 인구학적 변화를 보았다. 많은 팔레스타인 아랍인들은 결국 무국적자가 되었고, 이집트와 요르단에 의해 점령된 팔레스타인 영토나 주변 아랍 국가들로 추방되었다. 전쟁 전에 영국의 통치하에 있던 영토는 그것의 약 78%를 점령한 이스라엘, 요르단 (당시 트란스요르단이라고 알려짐)으로 나뉘었고, 후에 요르단강 서안 지구과 지중해 연안의 해안 영토인 가자 지구를 점령한 이집트를 병합했고, 아랍 연맹이 전팔레스타인 정부를 수립했다.

## 배경
1948년 전쟁은 지중해와 요르단강 사이의 육지에 살던 유대인들과 아랍인들 사이의 60년 이상의 마찰의 결과였다. 이 땅은 유대인들에게는 "에레츠 이이스라엘" 또는 "이스라엘의 땅"이라고 불리며, 아랍인들에게는 "팔라스틴" 또는 "팔레스틴"이라고 불린다. 이곳은 유대인과 유대교의 발상지이다. 역사를 통틀어, 그 영토에는 많은 정복자들이 있었다. 로마 제국은 2세기 동안 유대인들의 반란을 진압하고 예루살렘을 약탈한 뒤, 고대 이 땅의 남쪽 해안을 점령했던 나라인 "블레셋의 땅"을 의미하는 "팔라에스티나"로 땅의 이름을 바꾸었다.
로마인 다음으로 비잔티움 제국, 초기 칼리파국, 십자군, 무슬림 맘루크, 오스만 제국이 왔다. 1881년 오스만 제국의 수도로부터 직접 통치되었다. 아랍어 화자 수는 약 45만 명이며, 그 중 90%는 무슬림, 나머지 90%는 기독교인, 드루즈인이다. 아랍인의 80%는 700~800개의 마을에서 살았고 나머지는 12개의 마을에서 살았다. 25,000명의 유대인이 있었는데, 이들은 "구 이슈브" (이슈브는 정착지를 의미하지만 팔레스타인의 유대인 거주자들을 지칭)로 구성했다. 그들 대부분은 예루살렘에 살았고 초정통적이고 가난했다. 그들은 민족주의적 견해가 없었다.